# Umgehungsbahn Mainz
| Abzweigstelle Kostheim (Blickrichtung Osten): - links die beiden Gleise der Umgehungsbahn nach Kostheim Ost, - daneben die beiden Gleise der Taunus-Eisenbahn. - rechts das Gleis der Verbindungsstrecke nach Kostheim Ost, |                                                                        |                                                                        |                                                                        |
| |                                                                        |                                                                        |                                                                        |
| Streckennummer (DB): | 3525                                                                   |                                                                        |                                                                        |
| Kursbuchstrecke (DB): | 471 (Mainz Nord – Kostheim Ost), 645.9 (Kostheim – Mainz-Bischofsheim) |                                                                        |                                                                        |
| Streckenlänge: | 15,1 km                                                                |                                                                        |                                                                        |
| Spurweite: | 1435 mm (Normalspur)                                                   |                                                                        |                                                                        |
| Streckenklasse: | D4                                                                     |                                                                        |                                                                        |
| Stromsystem: | 15 kV 16,7 Hz ~                                                        |                                                                        |                                                                        |
| |                                                                        |                                                                        |                                                                        |
| \| \| \| Linke Rheinstrecke von Köln \| \| \| \| 0,0 \| Mainz-Mombach \| Mainz-Mombach \| \| \| \| Linke Rheinstrecke nach Mainz Hbf \| \| \| \| (0,0) 01,1 \| Verbindungsstrecken von Mainz Hbf \| Verbindungsstrecken von Mainz Hbf \| \| \| (2,4) 00,0 \| Mainz Nord (Richtung Wiesbaden) \| Mainz Nord (Richtung Wiesbaden) \| \| \| (2,7) 00,0 \| Mainz Nord (Richtung Mainz) \| Mainz Nord (Richtung Mainz) \| \| \| (3,0) 01,5 \| Mainz Kaiserbrücke [Anm. 1] (Abzw) \| Mainz Kaiserbrücke [Anm. 1] (Abzw) \| \| \| \| \| \| \| \| 1,9 \| Kaiserbrücke (Rhein, Petersaue), Landesgrenze Rheinland-Pfalz / Hessen \| Kaiserbrücke (Rhein, Petersaue), Landesgrenze Rheinland-Pfalz / Hessen \| \| \| \| \| \| \| \| (5,5) 03,3 \| Mainz Kaiserbrücke Ost (Abzw) \| Mainz Kaiserbrücke Ost (Abzw) \| \| \| 3,2 \| Taunus-Eisenbahn Frankfurt ↔ Wiesbaden \| Taunus-Eisenbahn Frankfurt ↔ Wiesbaden \| \| \| 3,0 \| \| \| \| \| (6,3) 03,4 \| Verbindungsstrecken nach Wiesbaden Ost \| Verbindungsstrecken nach Wiesbaden Ost \| \| \| \| \| \| \| \| 4,4 \| Mainz-Kastel Igelstein (Anst) gepl. Verbindungskurve Igelstein \| Mainz-Kastel Igelstein (Anst) gepl. Verbindungskurve Igelstein \| \| \| \| \| \| \| \| 5,2 \| B 455 (Boelckestraße) \| B 455 (Boelckestraße) \| \| \| \| Taunus-Eisenbahn von Wiesbaden \| \| \| \| (0,0) 08,7 \| Kostheim (Abzw) \| Kostheim (Abzw) \| \| \| 10,1 \| Taunus-Eisenbahn nach Frankfurt \| Taunus-Eisenbahn nach Frankfurt \| \| \| \| Verbindungsstrecke \| \| \| \| (1,8) 10,3 \| Kostheim Ost (Abzw) \| Kostheim Ost (Abzw) \| \| \| \| Kostheimer Brücke (Main) \| \| \| \| 11,2 \| B 43 (Darmstädter Landstraße) \| B 43 (Darmstädter Landstraße) \| \| \| 11,3 \| Rhein-Main-Bahn von Mainz Hbf \| Rhein-Main-Bahn von Mainz Hbf \| \| \| 11,6 \| A 671 \| A 671 \| \| \| 12,7 \| Mainz-Bischofsheim Pbf \| Mainz-Bischofsheim Pbf \| \| \| 13,1 \| Mainz-Bischofsheim Westseite \| Mainz-Bischofsheim Westseite \| \| \| \| \| \| \| \| 14,1 \| Mainz-Bischofsheim Überltg II Mainbahn nach Frankfurt \| Mainz-Bischofsheim Überltg II Mainbahn nach Frankfurt \| \| \| \| \| \| \| \| 14,1 \| Mainz-Bischofsheim Mitte \| Mainz-Bischofsheim Mitte \| \| \| 15,1 \| Mainz-Bischofsheim Ostseite \| Mainz-Bischofsheim Ostseite \| \| \| 16,1 \| Mainz-Bischofsheim Überltg I \| Mainz-Bischofsheim Überltg I \| \| \| \| Rhein-Main-Bahn nach Darmstadt \| \| \| \| \| \| \| \| Quellen: [1][2] \| \| \| \| |                                                                        |                                                                        |                                                                        |
| Strecke |                                                                        | Linke Rheinstrecke von Köln                                            | Linke Rheinstrecke von Köln                                            |
| Bahnhof | 0,0                                                                    | Mainz-Mombach                                                          | Mainz-Mombach                                                          |
| Abzweig geradeaus und nach rechts |                                                                        | Linke Rheinstrecke nach Mainz Hbf                                      | Linke Rheinstrecke nach Mainz Hbf                                      |
| Abzweig quer und von rechts · Kreuzung geradeaus unten · Strecke von rechts | (0,0) 01,1                                                             | Verbindungsstrecken von Mainz Hbf                                      | Verbindungsstrecken von Mainz Hbf                                      |
| S-Bahn-Halt · Strecke · Strecke geradeaus | (2,4) 00,0                                                             | Mainz Nord (Richtung Wiesbaden)                                        | Mainz Nord (Richtung Wiesbaden)                                        |
| Strecke nach links · Abzweig geradeaus und von rechts · S-Bahn-Halt | (2,7) 00,0                                                             | Mainz Nord (Richtung Mainz)                                            | Mainz Nord (Richtung Mainz)                                            |
| Abzweig geradeaus und von links · Strecke nach rechts | (3,0) 01,5                                                             | Mainz Kaiserbrücke (Abzw)                                              | Mainz Kaiserbrücke (Abzw)                                              |
| |                                                                        |                                                                        |                                                                        |
| Grenze auf Brücke über Wasserlauf | 1,9                                                                    | Kaiserbrücke (Rhein, Petersaue), Landesgrenze Rheinland-Pfalz / Hessen | Kaiserbrücke (Rhein, Petersaue), Landesgrenze Rheinland-Pfalz / Hessen |
| |                                                                        |                                                                        |                                                                        |
| Strecke von links · Abzweig geradeaus und nach rechts | (5,5) 03,3                                                             | Mainz Kaiserbrücke Ost (Abzw)                                          | Mainz Kaiserbrücke Ost (Abzw)                                          |
| Kreuzung geradeaus oben · Kreuzung geradeaus oben | 3,2                                                                    | Taunus-Eisenbahn Frankfurt ↔ Wiesbaden                                 | Taunus-Eisenbahn Frankfurt ↔ Wiesbaden                                 |
| Strecke · Abzweig geradeaus und nach halblinks | 3,0                                                                    |                                                                        |                                                                        |
| Strecke nach links · Kreuzung geradeaus oben | (6,3) 03,4                                                             | Verbindungsstrecken nach Wiesbaden Ost                                 | Verbindungsstrecken nach Wiesbaden Ost                                 |
| |                                                                        |                                                                        |                                                                        |
| Abzweig geradeaus und ehemals von halblinks | 4,4                                                                    | Mainz-Kastel Igelstein (Anst) gepl. Verbindungskurve Igelstein         | Mainz-Kastel Igelstein (Anst) gepl. Verbindungskurve Igelstein         |
| |                                                                        |                                                                        |                                                                        |
| Strecke mit Straßenbrücke | 5,2                                                                    | B 455 (Boelckestraße)                                                  | B 455 (Boelckestraße)                                                  |
| Strecke von rechts · Strecke |                                                                        | Taunus-Eisenbahn von Wiesbaden                                         | Taunus-Eisenbahn von Wiesbaden                                         |
| | (0,0) 08,7                                                             | Kostheim (Abzw)                                                        | Kostheim (Abzw)                                                        |
| Abzweig geradeaus und nach links · Kreuzung geradeaus oben | 10,1                                                                   | Taunus-Eisenbahn nach Frankfurt                                        | Taunus-Eisenbahn nach Frankfurt                                        |
| Strecke nach links · Abzweig geradeaus und von rechts |                                                                        | Verbindungsstrecke                                                     | Verbindungsstrecke                                                     |
| Blockstelle | (1,8) 10,3                                                             | Kostheim Ost (Abzw)                                                    | Kostheim Ost (Abzw)                                                    |
| Brücke über Wasserlauf |                                                                        | Kostheimer Brücke (Main)                                               | Kostheimer Brücke (Main)                                               |
| Brücke | 11,2                                                                   | B 43 (Darmstädter Landstraße)                                          | B 43 (Darmstädter Landstraße)                                          |
| | 11,3                                                                   | Rhein-Main-Bahn von Mainz Hbf                                          | Rhein-Main-Bahn von Mainz Hbf                                          |
| Brücke · Strecke mit Straßenbrücke | 11,6                                                                   | A 671                                                                  | A 671                                                                  |
| Bahnhof · S-Bahnhof | 12,7                                                                   | Mainz-Bischofsheim Pbf                                                 | Mainz-Bischofsheim Pbf                                                 |
| Dienststation / Betriebs- oder Güterbahnhof · Abzweig geradeaus und nach links · Strecke von rechts | 13,1                                                                   | Mainz-Bischofsheim Westseite                                           | Mainz-Bischofsheim Westseite                                           |
| |                                                                        |                                                                        |                                                                        |
| Abzweig geradeaus und nach links · Abzweig quer und nach links · Kreuzung geradeaus oben | 14,1                                                                   | Mainz-Bischofsheim Überltg II Mainbahn nach Frankfurt                  | Mainz-Bischofsheim Überltg II Mainbahn nach Frankfurt                  |
| |                                                                        |                                                                        |                                                                        |
| Dienststation / Betriebs- oder Güterbahnhof | 14,1                                                                   | Mainz-Bischofsheim Mitte                                               | Mainz-Bischofsheim Mitte                                               |
| Dienststation / Betriebs- oder Güterbahnhof · Strecke | 15,1                                                                   | Mainz-Bischofsheim Ostseite                                            | Mainz-Bischofsheim Ostseite                                            |
| Strecke nach links · Abzweig geradeaus und von rechts | 16,1                                                                   | Mainz-Bischofsheim Überltg I                                           | Mainz-Bischofsheim Überltg I                                           |
| Strecke |                                                                        | Rhein-Main-Bahn nach Darmstadt                                         | Rhein-Main-Bahn nach Darmstadt                                         |
| |                                                                        |                                                                        |                                                                        |
| Quellen: |                                                                        |                                                                        |                                                                        |

Die Umgehungsbahn Mainz ist eine überwiegend dem Güterverkehr dienende Umfahrung des Eisenbahnknotenpunkts Mainz Hauptbahnhof. Sie verbindet die Main-Rhein-Bahn, die Mainbahn, die Taunus-Eisenbahn und die Linke Rheinstrecke miteinander und wurde 1904 eröffnet.

## Vorgeschichte
Auch nachdem der Mainzer Hauptbahnhof 1884 an seine heutige Stelle verlegt worden war, bildete er schon bald wieder eine Engstelle für den Verkehr. Dies lag vor allem an dem mit nur zwei Gleisen ausgebauten Mainzer Tunnel.

## Bau

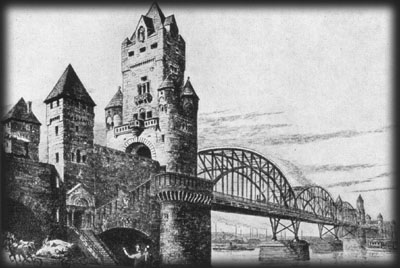
Kaiserbrücke (1904)

Die Preußisch-Hessische Eisenbahngemeinschaft und die hinter ihr stehenden Regierungen des Königreichs Preußen und des Großherzogtums Hessen-Darmstadt beschlossen im Jahr 1900 das Problem mit einer Umgehungsbahn zu lösen. Für diese war allerdings auch eine wegen der erforderlichen Brücken aufwändige Trassierung erforderlich. Sie vermied aber den Güterzugverkehr durch den Mainzer Hauptbahnhof. 1902 begannen die Bauarbeiten, die in vier Lose aufgeteilt waren. Am 2. Mai 1904 ging die Strecke in Betrieb und wurde der Eisenbahndirektion Mainz unterstellt.
1958 wurde die Umgehungsbahn elektrifiziert.

## Trassierung
Die Kilometrierung der 15,1 Kilometer langen Strecke beginnt im Bahnhof Mainz-Mombach. Anschließend überquert sie den Rhein auf der (damals) neu errichteten Kaiserbrücke, erreicht dort (heute) Wiesbadener Stadtgebiet und überquert die Taunus-Eisenbahn südlich des Bahnhofs Wiesbaden Ost. In Richtung Wiesbaden und Koblenz bestehen kreuzungsfreie Zu- und Abfahrten. Die Bahn umfährt dann in einem weiten Bogen Mainz-Kastel. In Mainz-Kostheim trifft sie erneut auf die Taunus-Eisenbahn. An der Abzweigstelle Kostheim ist der Wechsel von und zur Strecke in Richtung Frankfurt möglich. Die Abzweigstelle Kostheim wurde ursprünglich als „Abzweigstelle K“ bezeichnet. Ihren heutigen Namen erhielt sie 1905. Anschließend erreicht sie die Kostheimer Brücke über den Main, überquert die Rhein-Main-Bahn und fährt in einem weiten Bogen in den Bahnhof Mainz-Bischofsheim ein. Von dort ist die Weiterfahrt über die Mainbahn nach Frankfurt (Main) Hauptbahnhof (und ehemals zum heute abgerissenen Hauptgüterbahnhof), und über die Rhein-Main-Bahn nach Darmstadt Hauptbahnhof möglich.
Die Umgehungsbahn ermöglicht es auch Züge, die linksrheinisch aus Richtung Worms kommen, ohne Richtungswechsel im Mainzer Hauptbahnhof in Richtung Frankfurt und zum Bahnhof Mainz-Bischofsheim zu führen. Diese Variante bedingt aber wieder die Nutzung der Mainzer Tunnel und wird im Güterverkehr nur relativ selten befahren, durch Regionalexpresse in dieser Relation aber planmäßig genutzt.

### Verbindungskurve Igelstein
Seit Anfang 2011 besteht Planungsrecht für den Bau einer eingleisigen Verbindungskurve von der ehemaligen Anschlussstelle Mainz-Kastel Igelstein zur rechten Rheinstrecke im Rahmen des Sofortprogramms Seehafenhinterlandverkehr. Laut Ausschreibung soll eine eingleisige, 1200 Meter lange Verbindung entstehen, inklusive zweier Rahmenbauwerke. Dank der Kurve könnten sämtliche Güterzüge statt durchs Stadtgebiet von Mainz-Kastel über die Umgehungsbahn geführt werden, wodurch das Konfliktpotenzial mit dem Regionalverkehr reduziert werden würde. Über vorbereitende Arbeiten ist das Projekt bisher aber nicht hinaus gekommen, ob und wann es tatsächlich realisiert werden wird, ist derzeit nicht absehbar.

## Baudenkmäler
Diese Trassierung der Mainzer Umgehungsbahn erforderte eine Reihe von Brücken. Die historischen Brücken sind alle als Überführungen der Umgehungsbahn über kreuzende Infrastrukturen und die beiden Flüsse ausgeführt. Bauzeitbedingt ist und war deren Gestaltung im Großen vom Historismus geprägt mit zahlreichen Details im Jugendstil, z. B. bei den Brückengeländern. Ein Teil dieser ursprünglichen Gestaltung ist erhalten, anderes, vor allem bei der Kaiserbrücke, im Zweiten Weltkrieg zerstört oder beschädigt worden und nach dem Krieg in stark vereinfachten Formen wieder aufgebaut. Als Kulturdenkmäler nach dem Hessischen Denkmalschutzgesetz werden davon bewertet:
- Kaiserbrücke über den Rhein
- Eisenbahnbrücke Hochheim über den Main

## Verkehr
Bei Eröffnung diente die Strecke ausschließlich als Güterumgehungsbahn. Der südliche Abschnitt zwischen der Abzweigstelle Kostheim und dem Bahnhof Mainz-Bischofsheim wird seit vielen Jahren auch vom Personennahverkehr genutzt. Insbesondere verkehrt hier die S-Bahn-Linie S9 der S-Bahn Rhein-Main. Der nördliche Abschnitt, nördlich der Abzweigstelle Kostheim, wurde bis zum Dezember 2018 fast ausschließlich von Güterzügen genutzt. Ausnahmen gab es bei Bauarbeiten in Mainz oder an der Mainzer Südbrücke sowie bei Betriebsstörungen; fahrplanmäßig wurden nur wenige Personenzüge über diesen Streckenabschnitt geführt, so etwa im Sommerfahrplan 1999 ein Verstärker-ICE auf dem Weg von Frankfurt nach Koblenz, der EuroNight Jan Kiepura in der Zeit, als er noch zwischen Frankfurt, Warschau und Moskau fuhr, ferner die Züge des hier im August 2016 letztmals verkehrenden Hamburg-Köln-Expresses. Seit dem Fahrplanwechsel am 9. Dezember 2018 werden stündlich RegionalExpress-Züge der Linien RE 4 und RE 14 zwischen Mainz Hauptbahnhof und Frankfurt Hauptbahnhof über den nördlichen Abschnitt bis zur Taunus-Eisenbahn
geführt, so dass nunmehr lediglich die Verbindungskurve zwischen Mainz Nord und der nordwärts führenden linken Rheinstrecke bis auf die einmal tägliche RB33 (Wiesbaden Hbf – Ingelheim – Bad Kreuznach) ohne Personenzüge bleibt.